# 7590 Aterui
7590 Aterui eller 1992 UP4 är en asteroid i huvudbältet som upptäcktes den 26 oktober 1992 av de båda japanska astronomerna Kazuro Watanabe och Kin Endate vid Kitami-observatoriet. Den är uppkallad efter Aterui.
Asteroiden har en diameter på ungefär 4 kilometer.